# Najran, Syria
Najran (tiếng Ả Rập: نجران, cũng đánh vần là Nijran) là một ngôi làng ở miền nam Syria nằm ở phía nam đồng bằng Lejah, một phần hành chính của Tỉnh Al-Suwayda, nằm về phía tây bắc của al-Suwayda. Các địa phương lân cận bao gồm Harran ở phía tây bắc, Ariqah ở phía đông bắc, ad-Duweri và Qarrasa ở phía tây, ad-Dour và Sami ' ở phía tây nam, al-Mazraa và al-Majdal ở phía nam và Kafr al-Laha ở phía tây nam. Theo Cục Thống kê Trung ương Syria (CBS), Najran có dân số 2.995 trong cuộc điều tra dân số năm 2004.

## Lịch sử

### Thời kỳ Byzantine và Hồi giáo
Najran lấy tên từ Ả Rập Nam thành phố Najran, nhiều người có cư dân, các Balharith, bị trục xuất khỏi thành phố trong 520s và định cư quận Trachonitis (các Lejah đồng bằng), sau đó là một phần của tỉnh Xê-út Petraea. Họ đến dưới sự bảo vệ của người thân cổ xưa của họ, Ghassanids.
Trong thời đại Byzantine, (cuối thế kỷ thứ 4 – 6), một nhà thờ được xây dựng ở Najran bởi các Kitô hữu Ả Rập Monophysite, có khả năng từ Najran ở Nam Ả Rập. Trong thời kỳ Hồi giáo đầu tiên, cộng đồng Kitô giáo Najran đã bị Umar ibn al-Khattab trục xuất, dẫn đến một số người di cư đến Najran của Hauran.
Vào đầu thế kỷ 13, nhà thờ thời Byzantine đã được viếng thăm bởi nhà địa lý người Syria Yaqut al-Hamawi, người ca ngợi vẻ đẹp của cấu trúc và ghi nhận các bức tranh khảm và cột đá cẩm thạch. Ông cũng viết rằng nhà thờ là một ngôi đền vàng mã.

### Thời đại Ottoman
Năm 1596, Najran xuất hiện trong sổ đăng ký thuế của Ottoman khi đang ở trong nahiya của Bani Miglad trong Qada Hawran. Nó có dân số 65 hộ gia đình và 25 cử nhân, tất cả đều theo đạo Hồi. Dân làng đã trả thuế cho lúa mì, lúa mạch, vụ mùa hè, doanh thu không thường xuyên, dê và ong; tổng cộng 5.000 akçe.

Najran được định cư bởi 200 gia đình nhập cư Druze từ Núi Lebanon năm 1685. Ngôi làng trước đây đã bị bộ lạc Ả Rập Muqri al-Wahsh bỏ rơi, mặc dù nó vẫn chứa các Kitô hữu. Theo các nhà sử học Hanna Abu Rashid và Bouron, Najran là nơi đầu tiên cho làn sóng thứ hai của Núi Lebanon Druze định cư, trong khi nhà sử học Sa'id Sghayar lưu ý rằng hai ngôi làng khác ở đồng bằng Lejah đã được nhóm người nhập cư này tạm thời giải quyết được chọn làm nơi thường trú. Nhà sử học Abu Shaqra đã mô tả việc Druze đến Najran: 
 Theo thông lệ trong những trường hợp như vậy, người theo đạo Hồi ở Najran đã ra lệnh đốt lửa trên đỉnh làng... sau đó, lửa được thắp lên như một tín hiệu chiến tranh trên đỉnh của mọi ngôi làng ở Jabel Hawran... Vào buổi sáng [Druzes] đã đến Najran từ mọi ngôi làng. Ba ngàn người Lebanon [Druzes] đã được phân phối trên các phần khác nhau của Hawran. 
 Năm 1711, Najran, nơi có một lâu đài, trở thành trung tâm của tộc al-Hamdan, người kiểm soát năm ngôi làng khác ở Hauran.
Năm 1838, Edward Robinson được thông báo rằng Najran là một ngôi làng Công giáo, nằm "ở Luhf, phía nam Lejah".
Vào đầu thế kỷ 19, Kitô hữu vẫn chiếm đa số ở Najran, với khoảng 150 gia đình. Có 50 gia đình Druze. Vào giữa thế kỷ 19, gia tộc Druze Abu Fakhr kiểm soát Najran và hai ngôi làng khác. Trong thời kỳ này, cộng đồng Kitô giáo và Druze có dân số gần bằng nhau và người đứng đầu làng là Qasem Abu Fakhr. Traveler Josias Leslie Porter truy cập trong những năm 1850 và lưu ý rằng Najran đã "tàn tích rộng... ước tính khoảng gần hai dặm trong chu vi." Điều quan trọng nhất trong số này là nhà thờ thời Byzantine, phần còn lại bao gồm hai tòa tháp hình vuông với dòng chữ Hy Lạp. Một bản khắc tháp chứa ngày 458 AD, trong khi tháp kia chứa 564 AD. Theo Porter, di tích đã hoạt động như một nhà thờ Hồi giáo trong thời gian trước đó. Đến năm 1862, người đứng đầu Abu Fakhr là Ibrahim Abu Fakhr, cư trú tại Najran.
Vào tháng 10 năm 1895, quân đội Ottoman đóng tại al-Shaykh Maskin gần đó đã phát động một cuộc tấn công chống lại Druze, tấn công Najran cùng với Qarrasa và Ahira. Khoảng 45 binh sĩ Ottoman đã thiệt mạng và 65 người bị thương do sự kháng cự của ba ngôi làng.